# Annegret Siedel
Annegret Siedel  (* 1963 in Berlin) ist eine deutsche Violinistin mit Schwerpunkt Musik des Barock und der Klassik.

## Leben
Annegret Siedel studierte in ihrer Heimatstadt Berlin und war als erste Geigerin im Orchester der Komischen Oper Berlin und im Mozarteumorchester Salzburg engagiert. Sie erweiterte ihre künstlerische Ausbildung bei Michael Vogler in Berlin sowie bei Ernst Kovacic in Wien. Sie studierte Barockvioline bei Hiro Kurosaki und historische Aufführungspraxis bei Nikolaus Harnoncourt an der Universität Mozarteum in Salzburg.
Annegret Siedel gibt seit 1995 Konzerte als freischaffende Solistin, Kammermusikpartnerin und Konzertmeisterin von Orchestern, die mit historischen Instrumenten barocke, klassische und romantische Musik aufführen. Ihr vielseitiges Violinrepertoire, das durch zahlreiche CD- und Rundfunkaufnahmen dokumentiert ist, erweitert sie mit Konzerten für Viola d’amore und Partien für Violino piccolo.
Sie gibt ihre Erfahrungen im Unterricht am Hamburger Konservatorium, projektbezogen an Musikhochschulen und auf Kursen weiter. Eine bereichernde Erfahrung war für sie das Cross-Over-Projekt des amerikanischen Jazzpianisten Uri Caine über Bachs Goldberg-Variationen.
Konzertprogramme mit Kammermusik nehmen ebenfalls in ihrer Konzerttätigkeit ein. Es sind einerseits Konzerte mit dem Ensemble Bell’arte Salzburg und andererseits Duo-Programme – wie mit Zvi Meniker (Hammerflügel), Pieter van Dijk, Francis Jacob und Christian Skobowsky (Orgel), Hans-Jürgen Schnoor, Brett Leighton und Barbara Maria Willi (Cembalo), sowie mit Margit Schultheiß (Barockharfe und Orgel) und Michael Freimuth (Laute und klassische Gitarre).

## Diskographie (Auswahl)
- Salzburger Meister. Werke von Biber, Muffat und Vilsmayer. ram, Braunschweig 1996.
- Tromba triumphans. Werke von Bertali, Finger, Schmelzer u. a. Mit Paul Plunkett. Winter & Winter, Hamburg 1999.
- Johann Schop. Mit Barbara Maria Willi und Hubert Hoffmann. Kahless, Kassel 2000.
- Christmas Eve. Werke von Buxtehude, Rosenmüller, Schmelzer u. a. Mit Susanne Rydén (Sopran). Winter & Winter, Hamburg 2001.
- In Nativitate Domini. Werke von Buxtehude, Dedekind, Geist u. a. Mit Emma Kirkby und Susanne Rydén (Sopran). edel-classics, Hamburg 2007.
- Musikalische Vesper = Andreas Hofer. Werke von Hofer, Biber, Valentin und Dolar. Cantate, Kassel 2007.
- Spielen in die Orgel. Werke von Bach, Brade, Buxtehude, Schop u. a. Mit Pieter van Dijck (Orgel). Kahleyss, Kassel 2007.
- Die Silbermann-Orgel in der Petrikirche zu Freiberg.  Werke von Biber, Froberger, Bach etc. Mit Christian Skobovsky (Orgel). Pagageno-Marketing, Chemnitz 2008.
- Ave Maria. Werke von Biber, Cavalli, Grandi u. a. Mit Nuria Rial. edel-classics, Hamburg 2008.
- Johann Sebastian Bach: Musikalisches Opfer und Kunst der Fuge. In: Zahlen – in Duderstadts Sparkasse und im Spätwerk Bachs. Hans Christoph Becker-Foss und Karl Wurm unter anderem auf Cembali von Martin-Christian Schmidt nach Johann Heinrich Gräbner, Dresden 1739 und von Rainer Schütze, 1980 nach italienischem Vorbild sowie an der Ahrend-Orgel zu St. Servatius in Duderstadt, Dorothee Kunst (Flauto traverso), Annegret Siedel (Barockvioline), Daniela Wartenberger (Barockvioloncello). CD. Ambiente, 2008.[1]
- Stylus Phantasticus. Werke von Buxtehude. edel-classics, Hamburg 2009.
- Concerti d’amore. Werke von Graupner, Telemann, Vivaldi u. a. Mit Linde Brunmayer-Tutz, Martin Stadler und Christian Leitherer. edel-classics, Hamburg 2010.
- Salzburg Barock – Musik am Hof der Fürsterzbischöfe. Mit Emma Kirkby und Bell’Arte Salzburg. Label Berlin, 2010.